# Passauer Tor

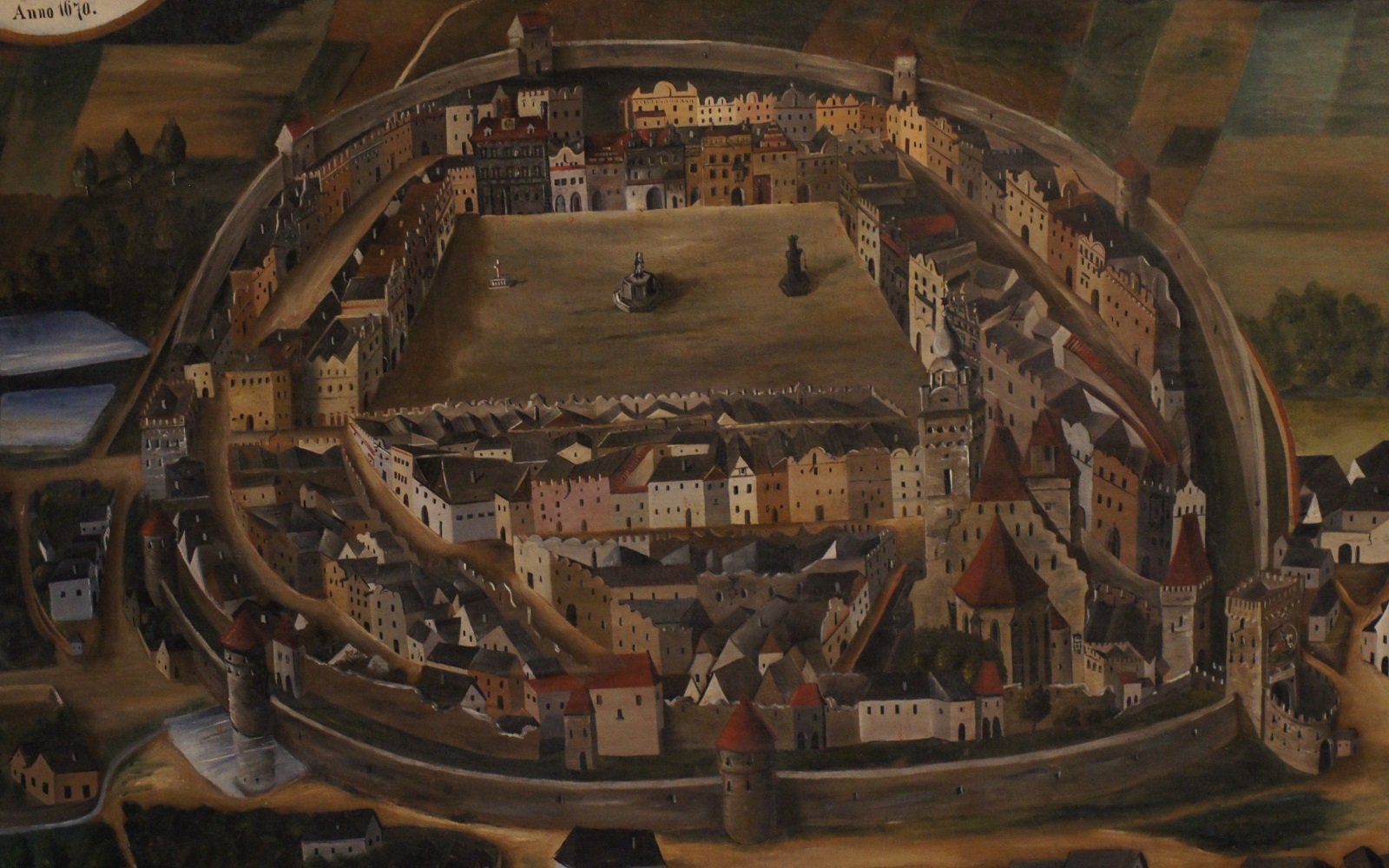
Darstellung der Stadtbefestigung (1670). Vor dem Passauer Tor links, der Festungsteich

Das Passauer Tor (tschechisch Horní brána – Oberes Tor) in Prachatice (deutsch Prachatitz), einer Stadt in der Region Jihočeský kraj (Südböhmen) in Tschechien, war das zweite Stadttor der Stadtbefestigung. Die letzten Reste wurden 1859 abgebrochen.

## Geschichte
Die Stadt Prachatice war seit dem 14. Jahrhundert durch eine Stadtmauer befestigt. Die Salzhandelsstraße, der Goldene Steig (Zlatá stezka), führte vom Passauer Tor durch die Salzstraße zum Marktplatz und von dort über den Kirchplatz (Kostelní náměstí) zum Piseker Tor (Dolní brána – Unteres Tor). Weitere Tore gab es nicht. Von beiden Stadttoren ist das Piseker Tor noch erhalten und seit Mai 1958 als geschütztes Kulturdenkmal.
Das Passauer Tor wurde im 16. Jahrhundert zu einer zweiteiligen Anlage im Renaissancestil ausgebaut. Oberhalb des Tores wurde 1524 die Záblatská bašta (bzw. Červená bašta) (Sablater bzw. Rote Bastion) erbaut.  Die Einwohner von Záblatí (Sablat) bauten diese als Strafe, da sie versucht hatten, den Goldenen Steig in das Blanicetal (Flanitz) zu verlegen. Im Dreißigjährigen Krieg erfuhren beide Teile des Tores schwere Beschädigungen und der neuere Teil musste abgerissen werden.
Vor dem Tor wurden in der Barockzeit (18. Jahrhundert) zwei Kapellen errichtet. Die St. Johannes-Nepomuk-Kapelle und eine größere, die dem Heiligen Antonius von Padua gewidmet ist. Sie gelten auch als Schutzheilige der Reisenden bzw. der Pferde und Esel.
Das ältere Innentor wurde 1859, wie auch andere Teile der Stadtmauer, abgerissen. Der Festungsteich gegenüber der Toranlage wurde bis 1881 planiert und vom Verschönerungsverein zum Stadtpark umgestaltet. Kronprinzessin Stephanie von Belgien war die Namensgeberin des „Stephaniespark“. Dessen eiserner Zaun wurde in den 1940er und 1950er Jahren vollständig beseitigt.

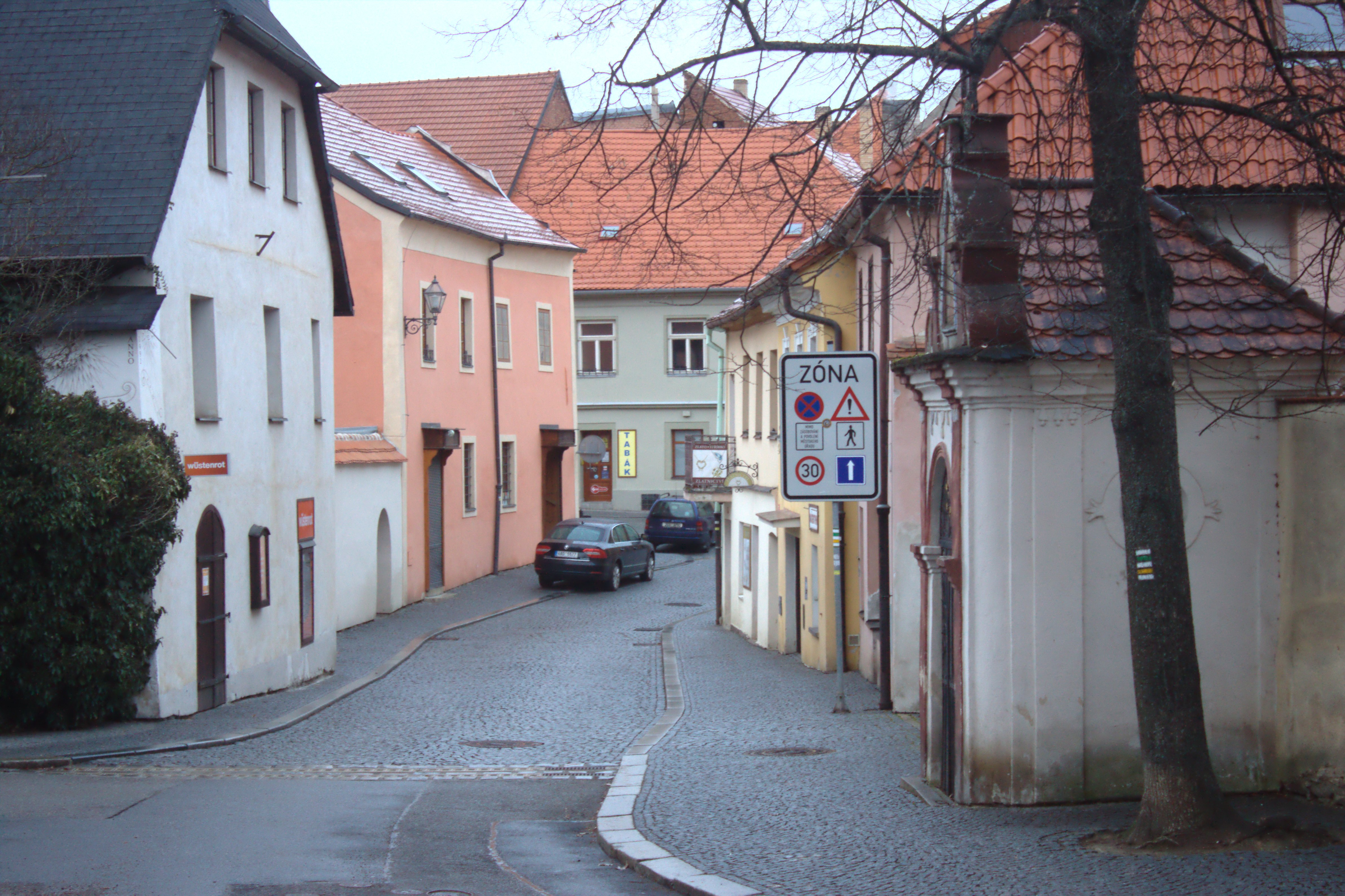
Bereich der Solní, in dem die Toranlage des Passauer Tores stand; rechts die Johannes-Nepomuk-Kapelle

Beim Bau der Gasleitung durch die Solní wurde 1993 das Areal des Tores archäologisch untersucht. Freigelegt wurden Teile des Fundaments und hochmittelalterliche Steinkonstruktionen. Dieser Bereich der Solní wurde 2004 neu gepflastert.

## Beschreibung
An der Stelle des Tores sind heute zwei Gedenktafeln angebracht. Die erste Tafel bezeichnet „Horní brána (Pasovská brána)“ erinnert in Tschechisch und Englisch an den Standort des Passauer Tores. Die zweite „Solní ulice“ hat die Rekonstruktion der Salzstraße von 2004 zum Thema.